# Psectrosciara serrata
Psectrosciara serrata är en tvåvingeart som beskrevs av Cook 1958. Psectrosciara serrata ingår i släktet Psectrosciara och familjen dyngmyggor. Inga underarter finns listade i Catalogue of Life.